# Herpyllobius antepositus
Herpyllobius antepositus is een eenoogkreeftjessoort uit de familie van de Herpyllobiidae. De wetenschappelijke naam van de soort is voor het eerst geldig gepubliceerd in 1986 door Stock.